# Alice's Mysterious Mystery
Série Alice Comedies
Alice's Little Parade
(1926) Alice's Orphan
(1926)
Pour plus de détails, voir Fiche technique et Distribution.
Alice's Mysterious Mystery est un court métrage d'animation américain muet de la série Alice Comedies sorti en 1926.

## Synopsis
Des chiots sont enlevés dans une école. Alice et Julius enquêtent alors. Ils découvrent grâce à des indices, des objets laissés par les ravisseurs pour abuser les enfants, que Pete est derrière ces méfaits.

## Fiche technique
- Titre : Alice's Mysterious Mystery
- Série : Alice Comedies
- Réalisation : Walt Disney
- Animation : Ub Iwerks, Rollin Hamilton, Thurston Harper, Hugh Harman, Rudolf Ising
- Encrage et peinture : Lillian Bounds, Irene Hamilton, Walker Harman
- Photographie : Rudolf Ising
- Production : Walt Disney
- Société de production : Disney Brothers Studios
- Société de distribution : Margaret J. Winkler (1926) ; Syndicate Pictures (1930, version sonorisée)
- Pays :  États-Unis
- Format d'image : noir et blanc - 35 mm - 1,37:1 - muet
- Genre : animation et prises de vues réelles
- Durée : 6 min 43[1]
- Dates de sortie : 
  - Version muette : 15 février 1926
  - Version sonorisée : 15 mai 1930

Source : Walt in Wonderland

## Distribution
- Margie Gay : Alice

## Commentaires
Produit en janvier 1926, le film a été livré le 3 février 1926 et présenté en avant-première en janvier 1926 à l'Iris Theater de Los Angeles.